# Yayoi Kobayashi
Yayoi Kobayashi (小林 弥生 Kobayashi Yayoi?,  nacido el 18 de septiembre de 1981 en Tokio) es una exfutbolista japonesa que jugaba como centrocampista.
Kobayashi jugó 54 veces y marcó 12 goles para la selección femenina de fútbol de Japón entre 1999 y 2004. Kobayashi fue elegida para integrar la selección nacional de Japón para los Copa Mundial Femenina de Fútbol de 1999, 2003 y Juegos Olímpicos de Verano de 2004.

## Trayectoria

### Clubes
| Club             | País  | Año         |
| ---------------- | ----- | ----------- |
| Nippon TV Beleza | Japón | 1997 - 2014 |

### Selección nacional
| Selección | País  | Año         |
| --------- | ----- | ----------- |
| Absoluta  | Japón | 1999 - 2004 |

## Estadística de equipo nacional
| Selección femenina de fútbol de Japón | Selección femenina de fútbol de Japón | Selección femenina de fútbol de Japón |
| Año                                   | Partidos                              | Goles                                 |
| ------------------------------------- | ------------------------------------- | ------------------------------------- |
| 1999                                  | 8                                     | 2                                     |
| 2000                                  | 1                                     | 0                                     |
| 2001                                  | 12                                    | 2                                     |
| 2002                                  | 11                                    | 1                                     |
| 2003                                  | 14                                    | 6                                     |
| 2004                                  | 8                                     | 1                                     |
| Total                                 | 54                                    | 12                                    |